# Egweil
Egweil is een gemeente in de Duitse deelstaat Beieren, en maakt deel uit van het Landkreis Eichstätt.
Egweil telt 1.205 inwoners.
Adelschlag ·
Altmannstein ·
Beilngries ·
Böhmfeld ·
Buxheim ·
Denkendorf ·
Dollnstein ·
Egweil ·
Eichstätt ·
Eitensheim ·
Gaimersheim ·
Großmehring ·
Hepberg ·
Hitzhofen ·
Kinding ·
Kipfenberg ·
Kösching ·
Lenting ·
Mindelstetten ·
Mörnsheim ·
Nassenfels ·
Oberdolling ·
Pförring ·
Pollenfeld ·
Schernfeld ·
Stammham ·
Titting ·
Walting ·
Wellheim ·
Wettstetten